# Andrew Lockley
Andrew Lockley (Gosport, 5 de maio de 1971) é um especialista em efeitos visuais britânico. Venceu o Oscar de melhores efeitos visuais na edição de 2010 por Inception, com Peter Bebb, Chris Corbould e Paul Franklin e na edição de 2015 por Interstellar, ao lado de Scott R. Fisher, Paul Franklin e Ian Hunter.

## Filmografia
- Interstellar (2014)
- The Dark Knight Rises (2012)
- Captain America: The First Avenger (2011)
- Inception (2010)
- Prince of Persia: The Sands of Time (2010)
- The Dark Knight (2008)
- Children of Men (2006)
- Batman Begins (2005)
- Harry Potter and the Goblet of Fire (2005)
- Die Another Day (2002)
- Harry Potter and the Chamber of Secrets (2002)